# Thomson TO16
Le Thomson TO16 est un ordinateur compatible PC commercialisé par l'entreprise française Thomson SIMIV à partir de septembre 1987. La conception et la fabrication du matériel ont été réalisées par Multitech (aujourd'hui Acer).

## Description
Cette machine existe en quatre versions de base :
- TO16 PC : 1 lecteur de disquette 5"1/4 de 360 Ko, 2 ports d'extension ISA ;
- TO16 PCM : TO16 PC doté d'un modem intégré Kortex KX-Tel 2 (occupe l'un des deux ports ISA) ;
- TO16 XPDD : 2 lecteurs de disquette, 4 ports d'extension ISA, calendrier perpétuel ;
- TO16 XPHD : 1 lecteur de disquette, 4 ports d'extension ISA (dont un occupé par la carte contrôleur du disque dur et un occupé par la carte EGA), calendrier perpétuel, 1 disque dur de 20 Mo, affichage EGA. La carte graphique EGA est une GB100, officiellement de Thomson, mais en réalité conçue et produite par Renaissance GRX pour Thomson.

Les TO16 PC et TO16 PCM peuvent recevoir en option un deuxième lecteur de disquette externe. Thomson a également commercialisé une souris série à deux boutons, en réalité une Logitech C7 privée de son troisième bouton.
Le système d'exploitation fourni en standard est MS-DOS version 3.21, avec MS-DOS Manager et GW-BASIC.